# Heinrich Bernhard Rupp
Pour les articles homonymes, voir Rupp.
Heinrich Bernhard Rupp (ou Ruppius) est un botaniste allemand, né le 22 août 1688 à Gießen et mort le 7 mars 1719 à Iéna.

## Biographie
Il commence à étudier la médecine en 1704 et rencontre alors Johann Jacob Dillenius (1684-1747). Il étudie à l’université de Iéna en 1711, à celle de Leyde en 1712 puis à nouveau à Iéna en 1713.
Rupp décrit une flore des environs de Iéna et d’une grande partie de la Thuringe. Il fait paraître les deux premières parties mais son texte est terminé après sa mort par Albrecht von Haller (1708-1777). Carl von Linné (1707-1778) lui dédie le genre Ruppia de la famille des Ruppiaceae.

## Œuvres
- Flora Jenensis sive enumeratio plantarum tam sponte circa Jenam et in locis vicinis nascentium, quam in hortis obviarum : methodo conveniente in classes distributa, figurisque rariorum aeneis ornata; in usum botanophilorum Jenensium edita multisque in locis correcta et aucta (Francfort-sur-le-Main et Leipzig, 1726)
- Alberti Haller Flora Jenensis Henrici Bernhardi Ruppii, ex posthumis auctoris schedis et propriis observationibus aucta et emendata; accesserunt plantarum rariorum novae icones (Iéna, 1745)